# Udmurtská vlajka

Udmurtská vlajka
Poměr stran 1:2

Vlajka Udmurtska, jedné z autonomních republik Ruské federace, je tvořena listem o poměru stran 1:2 se třemi svislými pruhy: černým, bílým a červeným. Ve středu bílého pruhu je červený, osmicípý sluneční znak, umístěný do pomyslného čtverce o straně rovné 5/6 šířky pruhu. Jde o středový kříž s rameny o šířce 1/3 šířky pruhu, na koncích ramen je výřez, svírající pravý úhel.
Černá barva na vlajce symbolizuje zemi a stabilitu, bílá vesmír a čistotu mravních principů a červená slunce a život. Sluneční znak údajně chrání před neštěstím. Podobný sluneční znak je užit např. na mordvinské vlajce, vlajce také jedné z republik Ruské federace.

## Historie
Udmurtsko bylo od 16  století součástí Ruska, později Sovětského svazu. V roce 1920 byla na udmurtském území v rámci Ruské SFSR vytvořena Votská autonomní oblast, která byla v roce 1932 přejmenována na Udmurtskou autonomní oblast a v roce 1934 přetvořena na Udmurtskou ASSR.
Poslední vlajka Udmurtské ASSR byla popsána v ústavě z 31. května 1978 v článku č. 158. Vlajka vycházela z vlajky Ruské SFSR, pouze pod srpem a kladivem byly nápisy Удмуртская АССР a Удмурт АССР (Udmurtskaja ASSR a Udmurt ASSR).

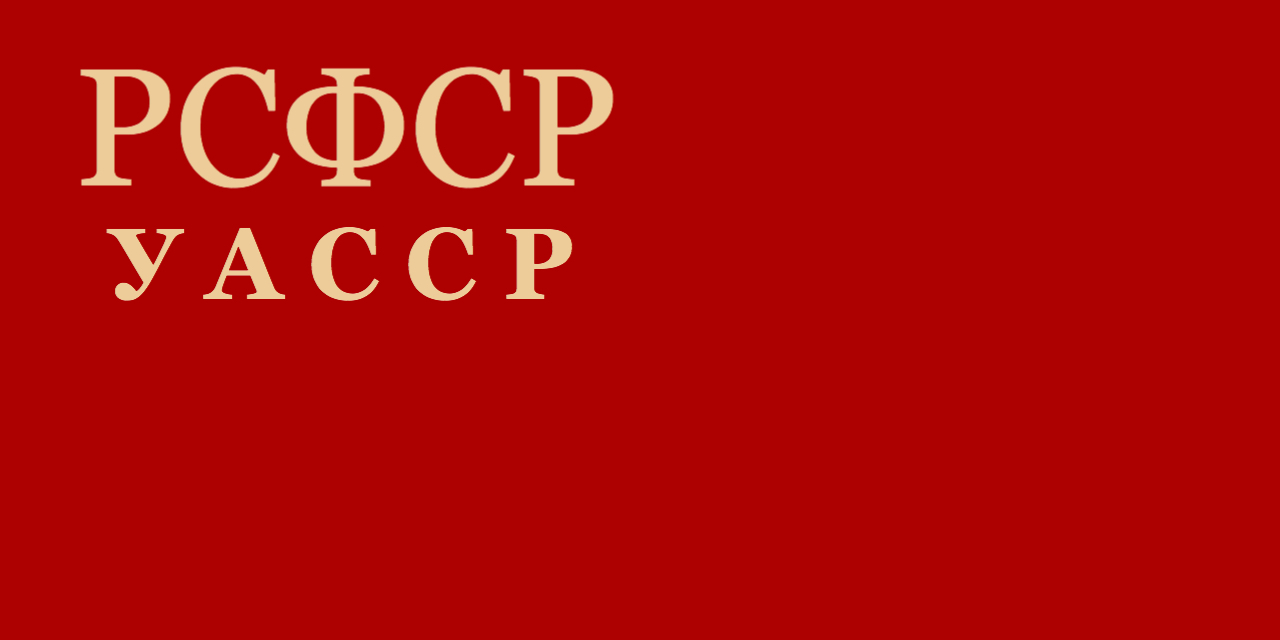
Vlajka Udmurtské ASSR (do roku 1937) Poměr stran: 1:2
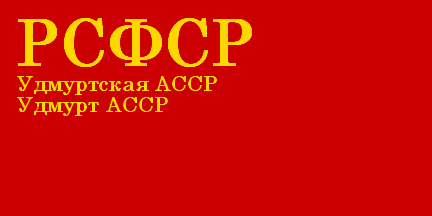
Vlajka Udmurtské ASSR (1937–1954) Poměr stran: 1:2
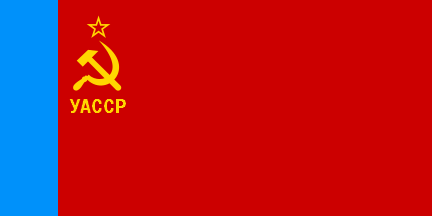
Vlajka Udmurtské ASSR (1954–1978) Poměr stran: 1:2
Vlajka Ruské SFSR (1954–1991, pro porovnání Poměr stran: 1:2
Vlajka Udmurtské ASSR (1978–1993) Poměr stran: 1:2

Udmurtská ASSR zanikla 11. listopadu 1990, kdy její Nejvyšší sovět vyhlásil suverénní Udmurtskou republiku – byla přijata Deklarace o státní suverenitě a zákon o zavedení změn do ústavy Udmurtské ASSR, čímž byl změněn název na Udmurtskou republiku. Vlajka nebyla změněna.
4. listopadu 1993 byl na 21. zasedání Nejvyšší rady Udmurtské republiky přijat zákon o změnách ústavy. Nová vlajka byla, spolu s dalšími symboly, kodifikována v oddílu č. 9 Znak, vlajka, hymna a hlavní město. Popsána byla v článku č. 156. Vlajka byla vyobrazena v Nařízení o státní vlajce, které bylo schváleno 3. prosince 1993 (usnesením č. 1029-XII) prezídiem Nejvyšší rady. Autorem byl Jurij Nikolajevič Lobanov.
V roce 1994 by přijata ústava Udmurtské republiky, kterou se stala subjektem Ruské federace, vlajka nebyla změněna.

## Vlajky udmurtských městských okruhů a rajónů

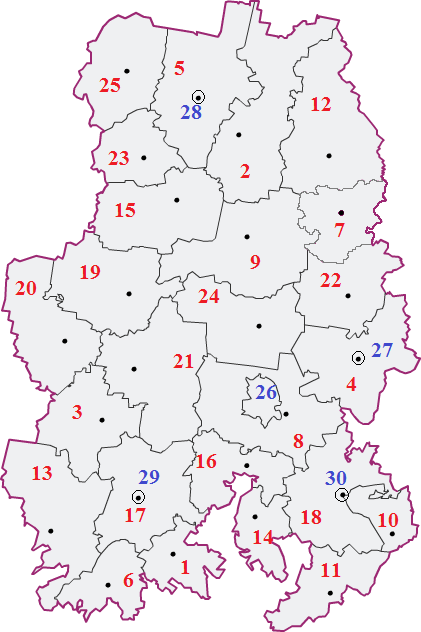
Administrativní členění Udmurtska

Udmurtsko se člení na 5 městských okruhů a 25 rajónů.
Městské okruhy

Iževsk (26) Poměr stran: 1:2
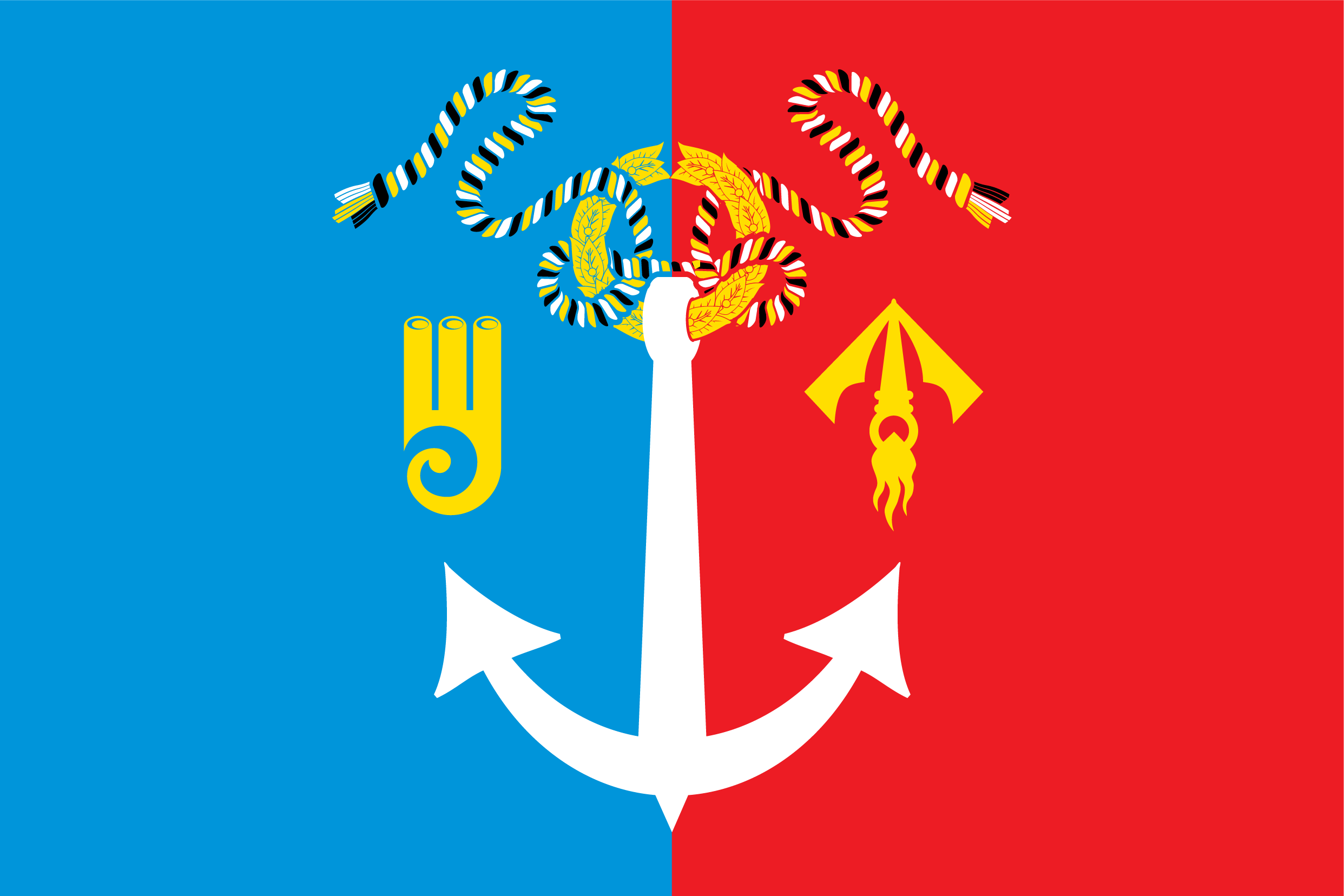
Votkinsk (27) Poměr stran: 2:3
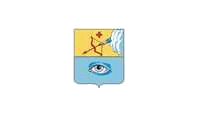
Glazov (28) Poměr stran: ?
Možga (29)
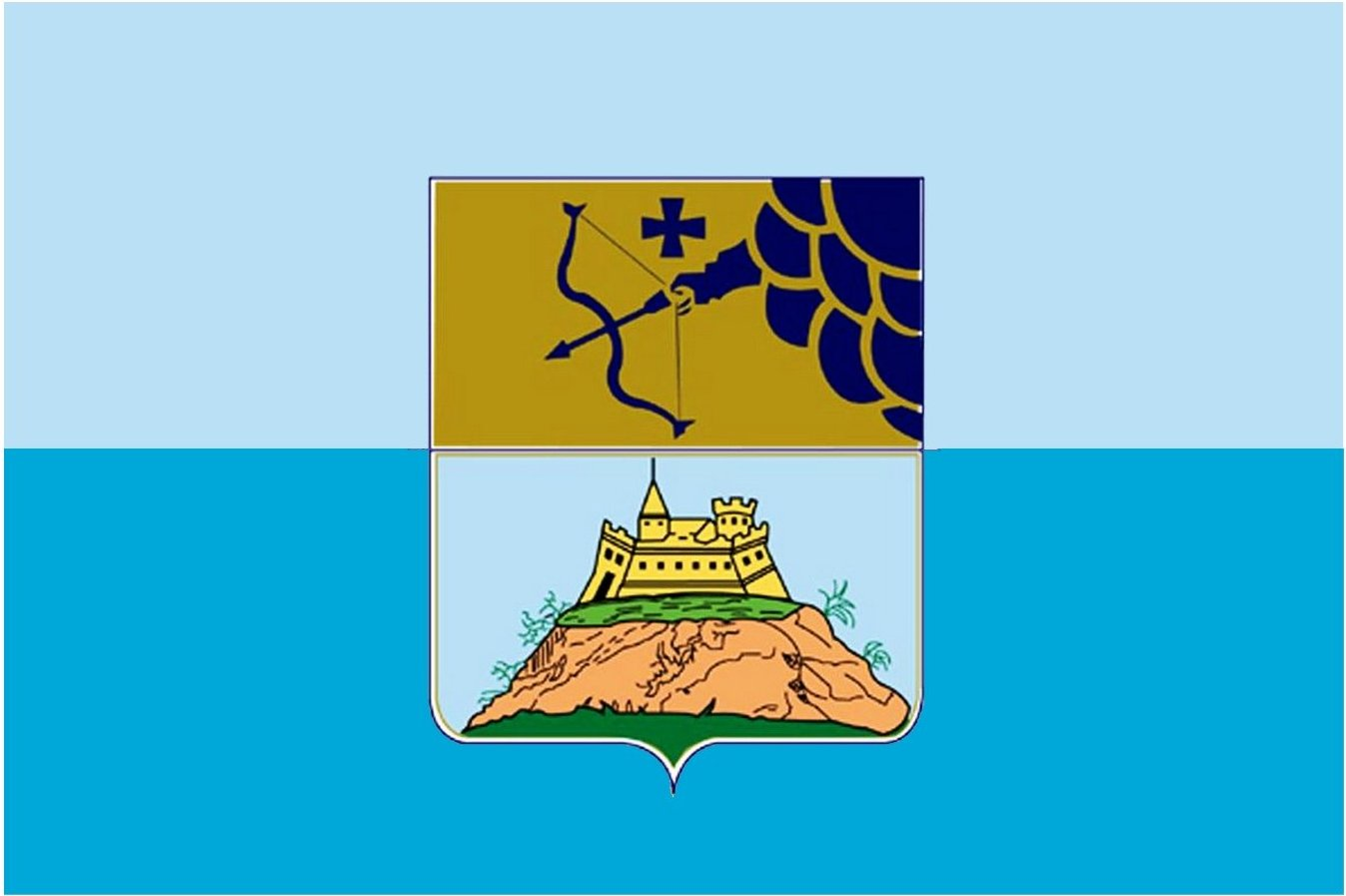
Sarapul (30) Poměr stran: 2:3

Rajóny

Alnašský rajón (1) Poměr stran: 1:2
Balezinský rajón (2) Poměr stran: 2:3
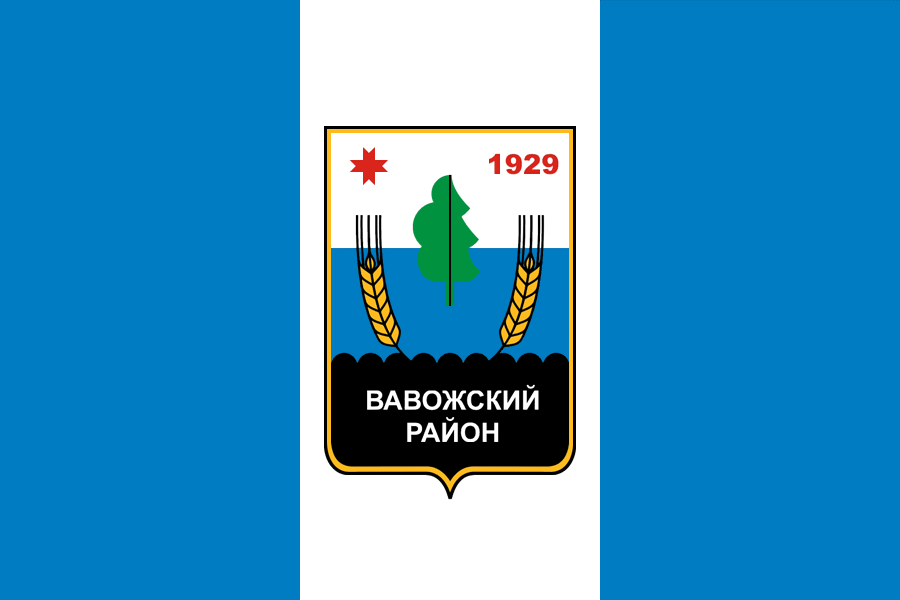
Vavožský rajón (3) Poměr stran: 2:3
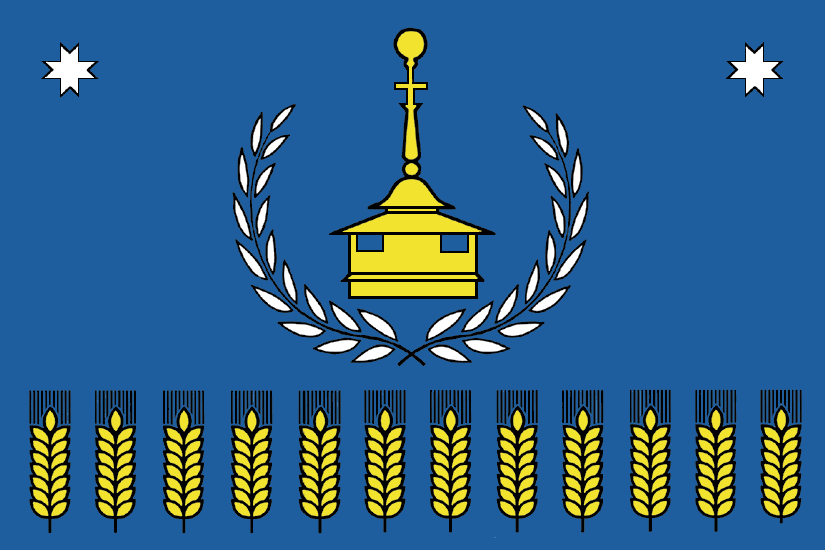
Votkinský rajón (4) Poměr stran: 1:2
Glazovský rajón (5) Poměr stran: 1:2
Grachovský rajón (6) Poměr stran: 2:3
Debjosský rajón (7) Poměr stran: 2:3
Zavjalovský rajón (8) Poměr stran: 2:3
Igrinský rajón (9) Poměr stran: 2:3
Kambarský rajón (10) Poměr stran: 1:2
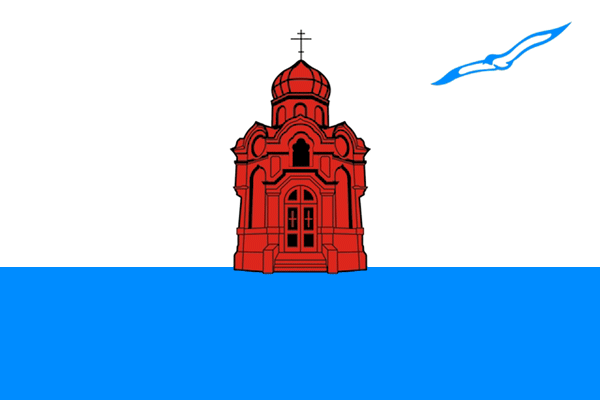
Karakulinský rajón (11) Poměr stran: 2:3
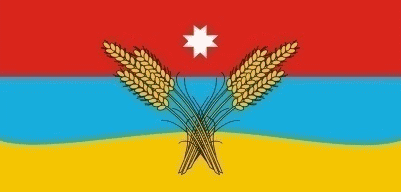
Kezský rajón (12) Poměr stran: 1:2
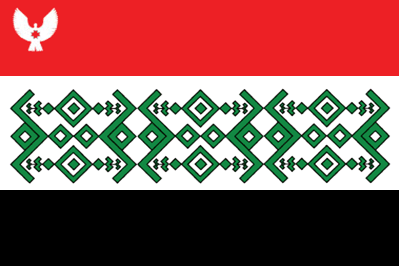
Kiznerský rajón (13) Poměr stran: 1:2
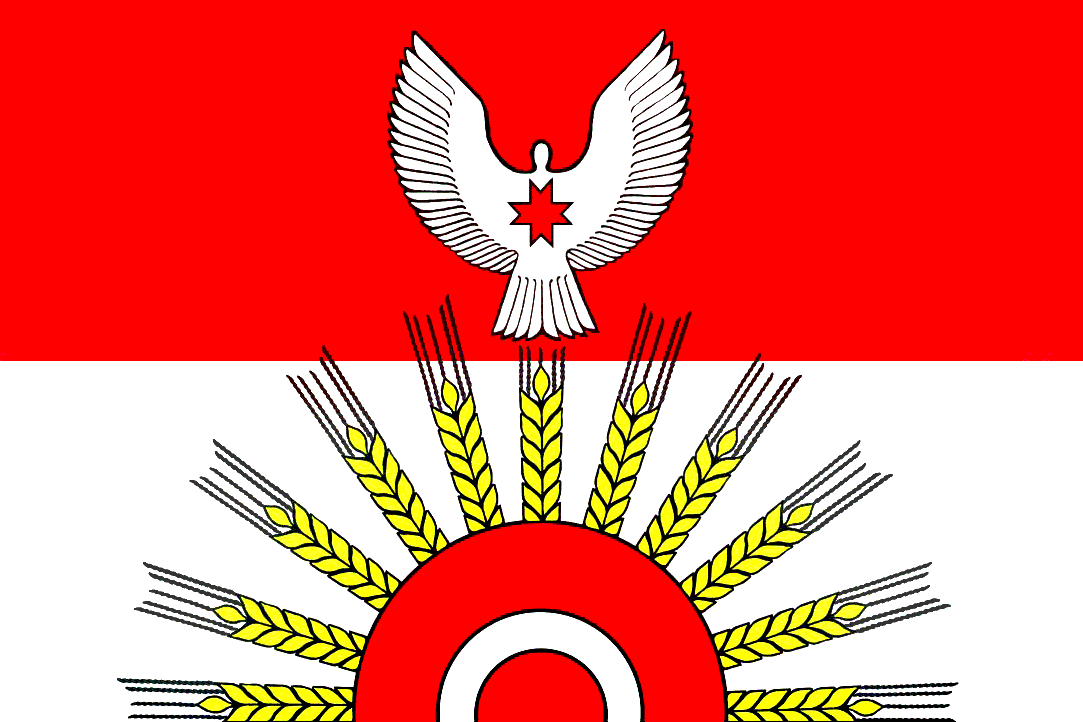
Kijasovský rajón (14) Poměr stran: 2:3
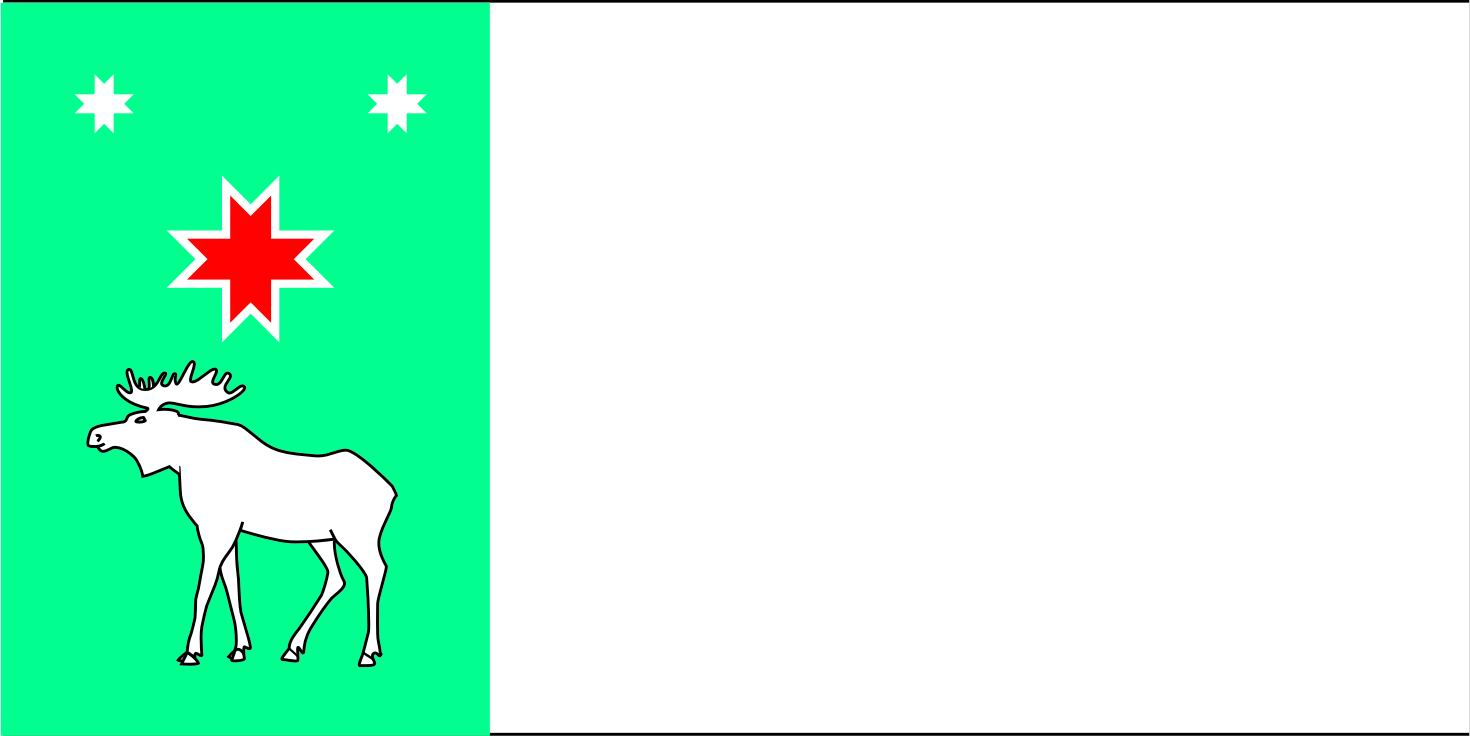
Krasnogorský rajón (15) Poměr stran: 1:2
Malopurginský rajón (16) Poměr stran: 2:3
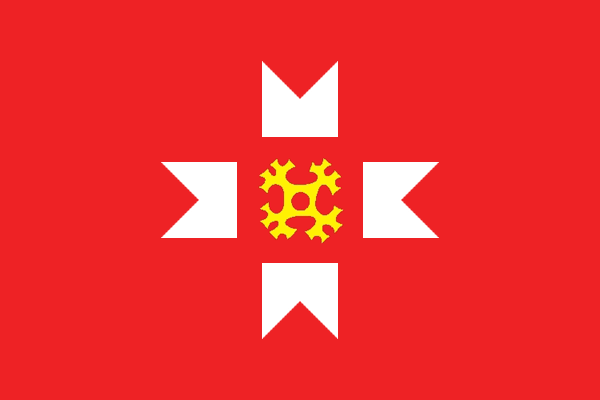
Možginský rajón (17) Poměr stran: 2:3
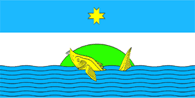
Sarapulský rajón (18) Poměr stran: 1:2
Seltinský rajón (19) Poměr stran: 2:3
Sjumsinký rajón (20) Poměr stran: 1:2
Uvinský rajón (21) Poměr stran: 2:3
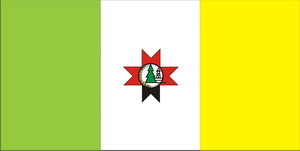
Šarkanský rajón (22) Poměr stran: 1:2
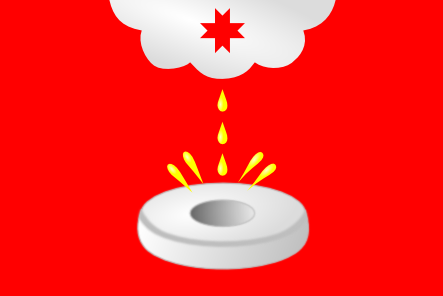
Jukamenský rajón (23) Poměr stran: 2:3
Jakšur-Bodinský rajón (24) Poměr stran: 2:3
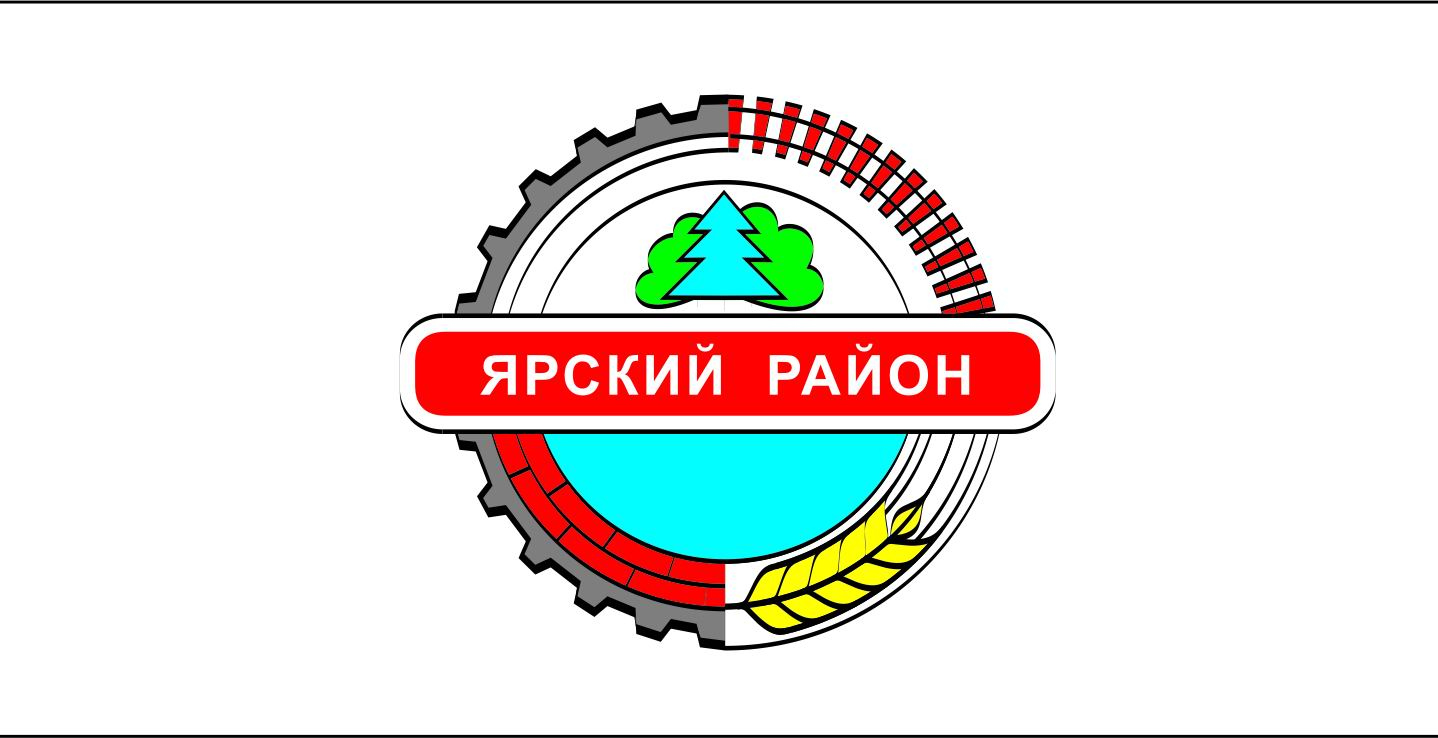
Jarský rajón (25) Poměr stran: 1:2